# Tritonal (grupo)
Tritonal es un dúo de música electrónica estadounidense de Austin, Texas, compuesto por los productores y Disc Jockeys Chad Cisneros y David Reed. Son conocidos por albergar el programa de radio Tritonia.

## Biografía
Formado en 2008, Tritonal, el dúo de DJ's y producción con base en Texas que consiste en Chad Cisneros y Dave Reed, es # 65 en DJ's Top 100 DJs de 2012 y uno de los "10 Artists to Watch in 2013" de MTV Clubland.
En sus primeros años, a menudo colaboraban con la vocalista de Austin Cristina Soto en sus pistas vocales. También organizaron un programa de radio en trance conocido como Air Up There.
En 2008, su single "Lights Over Austin" apareció en la compilación de Anjunabeats Volume Six de Above & Beyond.
En 2010, Tritonal formó el desaparecido sello discográfico de trance "Air Up There Recordings" (nombrada así por su anterior programa de radio) bajo Enhanced Music. El primer lanzamiento fue "Hands to Hold Me", del dúo estadounidense con Cristina Soto.
Su álbum debut de 2011, Piercing the Quiet,   produjo ocho top 20 de Beatport singles, incluyendo cinco que ocuparon el puesto número 1 en la lista de trance durante más de tres semanas.[cita requerida] En septiembre de 2012, lanzaron el álbum de remix Piercing the Quiet Remixed, que llegó al top 5 en la lista de álbumes de baile de iTunes.[cita requerida]
Después de 100 episodios de su programa de radio Air Up There, lo terminaron con una presentación en vivo y con entradas agotadas en su ciudad natal de Austin, Texas. Un nuevo programa llamado Tritonia ahora se transmite en el área eléctrica de Sirius XM todos los sábados a las 2 P.M EST, con retransmisiones los martes a las 8 P.M.
En 2013, Tritonal cambió su estilo de trance a house, que se reflejó en sus series de EP de 2013 y 2014 tituladas Metamorphic. El primer EP, Metamorphic I, se lanzó el 25 de marzo, con remixes de su canción "Bullet That Saved Me", con Underdown lanzado en abril de 2013. También el 16 de abril de 2013, Tritonal anunció a través de las redes sociales que lo harían. se unió a Will Holland como copropietarios y directores de Enhanced Music. Su Sello Discográfico, Air Up There Recordings tuvo su último lanzamiento el 9 de septiembre de 2013.[cita requerida] Their sub label Air Up There Recordings had its last release on September 9, 2013.
Después de 100 episodios de su programa de radio Air Up There, lo que termina con una presentación en vivo y con las entradas en su ciudad natal de Austin, Texas. Un nuevo programa llamado Tritonia ahora se transmite.
A partir de enero de 2018, Tritonal ha producido más de 200 producciones y remixes originales y ha recibido el apoyo de otros DJ's como Armin van Buuren, Above & Beyond, Tiësto, Steve Aoki, Nicky Romero, Cash Cash, Ferry Corsten, Markus Schulz y entre otros.[cita requerida]
En 2013, tocaron en festivales como Electric Daisy Carnival, Escape From Wonderland, Ultra Music Festival, Electric Zoo Festival y Creamfields Australia. En el verano de 2013, Tritonal se embarcó en una importante gira por más de 40 ciudades por América del Norte.[cita requerida] En 2015, su canción "Untouchable" con Cash Cash se convirtió en el Top 100 de fin de año de Billboard para bailes / canciones electrónicas. También "Until You Were Gone" con The Chainsmokers y Emily Warren, EN ESE AÑO
En 2016, lanzaron su segundo álbum de artista "Painting with Dreams". Su tercer álbum de estudio,  U & Me , fue lanzado en junio de 2019.

## Discografía

### Álbumes de estudio
- 2011 Piercing the Quiet (Enhanced Recordings)
- 2016 Painting With Dreams (Enhanced Recordings)
- 2019 U & Me (Enhanced Recordings)
- 2021 Reverence (Enhanced Recordings)

### Extended plays
- 2008 Forever (Levare Recordings)
- 2008 Lights Over Austin / Northern Aura (Anjunabeats)
- 2008 Somnium / Photographique (Enhanced Recordings)
- 2009 Evangelia / Sephoria (Fraction Records)
- 2009 Kinetik (Stellar Sounds)
- 2010 Suede / Sideswing (Garuda Records)
- 2013 Metamorphic I (Enhanced Recordings)
- 2013 Metamorphic II (Enhanced Recordings)
- 2014 Metamorphic III (Enhanced Recordings)

### Compilaciones
- 2010 - Enhanced Sessions Volume Two (with Ferry Tayle)
- 2013 - Tritonia Chapter 001[21]
- 2015 - Tritonia Chapter 002[22]

### Sencillos
- 2008: "Essence of Kea" (Levare Recordings)
- 2008: "Eternal Radiance" (System Recordings)
- 2008: "Organic Interface" (Fraction Records)
- 2008: "Walk with Me" (feat. Cristina Soto) (Coldharbour Recordings)
- 2009: "Cloudbase" (Levare Recordings)
- 2009: "I Can Feel" (Levare Recordings)
- 2009: "Crash Into Reason" (feat. Cristina Soto) (Coldharbour Recordings)
- 2009:  "Daybreak" (feat. Cristina Soto) (Coldharbour Recordings)
- 2009: "Invincible Sun" (feat. Cristina Soto) (S107 Recordings)
- 2009: "Jump Off" (feat. Hannah Sky) (In Trance We Trust)
- 2009: "Let Solitude" (feat. Cristina Soto) (Flashover Recordings)
- 2009: "Lunarium" (feat. Cristina Soto) (Alter Ego Records)
- 2009: "Piercing Quiet" (feat. Cristina Soto) (Flashover Recordings)
- 2009: "Sky Nights" (Fraction Records)
- 2009: "What I Say" (AVA Recordings)
- 2009: "Spellbound" (Coldharbour Recordings)
- 2010: "Driftoff" (Levare Recordings)
- 2010: "Audio Rush" (Fraction Records)
- 2010: "Forgive Me, Forget You" (feat. Cristina Soto) (Premier)
- 2010: "Hands to Hold Me" (feat. Cristina Soto) (Air Up There Recordings)
- 2011: "Lifted" (feat. Cristina Soto) (Air Up There Recordings)
- 2011: "Broken Down" (feat. Meredith Call) (Air Up There Recordings)
- 2011: "I Can Breathe" (feat. Jeza) (Air Up There Recordings)
- 2011: "Something New" (feat. Jenry R) (Air Up There Recordings)
- 2011: "Still With Me" (feat. Cristina Soto) (Air Up There Recordings)
- 2012: "Slave" (Tritonal & Ben Gold Dub Remix) (Air Up There Recordings)
- 2012: "Can't Keep It In" (feat. Jeza) (Air Up There Recordings)
- 2012: "Turbine" (Alter Ego Records)
- 2012: "Apex" (con Ben Gold) (Garuda)
- 2012: "Everafter" (feat. Cristina Soto) (Air Up There Recordings)
- 2012: "Azuca" (con Kaeno)
- 2012: "Arc" (con Super8 & Tab) (Air Up There Recordings)
- 2013: "Bullet That Saved Me" (feat. Underdown) (Enhanced Recordings)
- 2013: "Calling Your Name" (con BT & Emma Hewitt) (Armada Music)
- 2013: "Reset" (con 7 Skies) (Dim Mak Records)
- 2013: "Follow Me Home" (feat. Underdown) (Enhanced Recordings)
- 2013: "Now or Never" (feat. Phoebe Ryan) (Enhanced Recordings)
- 2013: "Electric Glow" (feat. Skyler Stonestreet) (Enhanced Recordings)
- 2014: "Colors" (con Paris Blohm feat. Sterling Fox) (Protocol Recordings)
- 2014: "Satellite" (con Jonathan Mendelsohn) (Enhanced Recordings)
- 2014: "Anchor" (Enhanced Recordings)
- 2014: "Seraphic" (con Mr FijiWiji) (Enhanced Recordings)
- 2015: "Ginsu" (Mainstage Music)
- 2015: "Lost" (con Juventa feat. Micky Blue) (Enhanced Recordings)
- 2015: "Untouchable" (con Cash Cash feat. JHart) (Big Beat Records)
- 2015: "Gamma Gamma" (Enhanced Recordings)
- 2015: "Until You Were Gone" (con The Chainsmokers feat. Emily Warren) (Disruptor Records)
- 2016: "Blackout" (feat. Steph Jones) (Enhanced Recordings)
- 2016: "This Is Love" (con Shanahan feat. Chris Ramos) (Enhanced Recordings)
- 2016: "Rewind" (Enhanced Recordings)
- 2016: "Getaway" (feat. Angel Taylor) (Enhanced Recordings)
- 2016: "Broken" (con Jenaux feat. Adam Lambert) (Enhanced Recordings)
- 2016: "Hung Up" (con SJ feat. Emma Gatsby) (Enhanced Recordings)
- 2017: "Strangers" (Enhanced Recordings)
- 2017: "Wild Kind" (con Varpu) (Enhanced Recordings)
- 2017: "Good Thing" (feat. Laurell) (Enhanced Recordings)
- 2017: "Call Me" (Enhanced Recordings)
- 2017: "Shinin' Bright" (Enhanced Recordings / Spinnin' Records)
- 2018: "Calabasas" (con SJ feat. Tima Dee) (Enhanced Recordings)
- 2018: "Out My Mind" (Enhanced Recordings)
- 2018: "Horizon" (con Seven Lions & Kill The Noise feat. Haliene) (Enhanced Music / Ophelia)
- 2018: "Ready" (con Sultan + Shepard feat. Zach Sorgen) (Enhanced Music /Armada Trice)
- 2018: "Just Like You" (con APEK feat. Meron Ryan) (Enhanced Music)
- 2018: "Love U Right" (feat. Lourdiz) (Enhanced Music)[23]
- 2018: "U Found Me" (Enhanced Music)[24]
- 2018: "Gonna Be Alright" (feat. Mozella) (Enhanced Music)[25]
- 2018: "When I'm With U" (feat. Maia Wright) (Enhanced Music)[26]
- 2019: "Easy" (con Kapera feat. Ryann) (Enhanced Music)[27]
- 2019: "Hard Pass" (feat. Ryann) (Enhanced Music)[28]
- 2019: "Diamonds" (feat. Rosie Darling) (Enhanced Music)[29]
- 2019: "Real" (with Evalyn) [Enhanced Recordings][30]
- 2019: "Little Bit of Love" (feat. Rachel Platten) [Enhanced Recordings][31]
- 2019: "Never Be the Same" (feat. Rosie Darling) [Enhanced Music][32]
- 2019: "Shivhohum" (con Henry Dark) [Enhanced Music][33]
- 2020: "Long Way Home" (con Haliene, Schala & Jorza) [Enhanced Music][34]
- 2020: "Valkyrie" [Enhanced Music][35]
- 2020: "Worth It All" (Con Man Cub) [Enhanced Music][36]
- 2020: "Born Yesterday" (feat. Brigetta) [Enhanced Music][37]
- 2020: "Someone To Love You" (feat. Brooke Williams) [Enhanced Recordings][38]
- 2020: "Electric Kids" (con Linney) [Enhanced Recordings][39]
- 2020: "Love Is Power" [Enhanced Recordings][40]
- 2020: "Happy Where We Are" (con Au5 feat. Dylan Matthew) [Enhanced Recordings]
- 2021: "Out of the Dark" (con Emme) [Enhanced Recordings]
- 2021: "Superhuman" (con Codeko) [Enhanced Recordings]
- 2021: "Waterboiler" [Enhanced Recordings]
- 2022: "Losing My Mind" (con Haliene) [Enhanced Recordings]

### Remixes
- 2008 - Jaytech - Pepe's Garden (Tritonal Air Up There Mix)
- 2008 - Dobenbeck feat. Joanna - Please Don't Go (Tritonal Remix)
- 2008 - Andrelli & Blue - Transparent (Tritonal's Air Up There Remix)
- 2008 - Jaytech - Vela (Tritonal Air Up There Mix)
- 2009 - Masoud feat. Josie - Leave It All Behind (Tritonal Air Up There Mix)
- 2009 - Solarstone feat. Essence - Lunar Rings (Tritonal Remix)
- 2009 - David Forbes - Sunrise (Tritonal's Air Up There Mix)
- 2009 - RST & Jared Knapp - Encompass (Tritonal Remix)
- 2009 - Ronski Speed feat. Jared Knapp - Encompass (Tritonal Remix)
- 2009 - Ferry Corsten - We Belong (Tritonal Air Up There Remix)
- 2010 - Dresden & Johnston feat. Nadia Ali & Mikael Johnston - That Day (Tritonal Air Up There Remix)
- 2010 - Einar K - Schiphol (Tritonal Air Up There Remix)
- 2010 - Nadia Ali - Fantasy (Tritonal Air Up There Remix)
- 2010 - Mike Sonar & Solis - Firenova (Tritonal Air Up There Remix)
- 2011 - Norin & Rad vs. Recurve - The Gift (Tritonal Air Up There Remix)
- 2011 - Steve Brian & Noel Gitman - Luna System (Tritonal Remix)
- 2011 - Kyau & Albert - Once in a Life (Tritonal Remix)
- 2011 - Sun Decade feat. Emma Lock - Got Me (Tritonal Remix)
- 2011 - Matt Lange feat. Cristina Soto - The Other Shore (Tritonal Air Up There Remix)
- 2012 - Super8 & Tab - Awakenings (Tritonal Remix)
- 2012 - Markus Schulz feat. Adina Butar - Caught (Tritonal Remix)
- 2012 - Cosmic Gate feat. Cary Brothers - Wake Your Mind (Tritonal Remix)
- 2013 - Armin van Buuren feat. Aruna - Won't Let You Go (Tritonal Remix)
- 2014 - Zedd feat. Matthew Koma & Miriam Bryant - Find You (Tritonal Remix)
- 2014 - Hardwell feat. Matthew Koma - Dare You (Tritonal Remix)
- 2014 - Chris Tomlin - Waterfall (Tritonal Remix)
- 2014 - Cash Cash - Surrender (Tritonal Remix)
- 2015 - Adam Lambert - Ghost Town (Tritonal Remix)
- 2016 - Ellie Goulding - Army (Tritonal Remix)
- 2016 - Gareth Emery feat. Alex & Sierra - We Were Young (Tritonal Remix)
- 2017 - Zedd & Alessia Cara - Stay (Tritonal Remix)
- 2017 - LEVV - Collateral Damage (Tritonal Remix)
- 2017 - The Chainsmokers - Honest (Tritonal Remix)
- 2018 - 5 Seconds of Summer - Want You Back (Tritonal Remix)
- 2018 - Justin Caruso feat. Cappa & Ryan Hicari - More Than A Stranger (Tritonal Remix)
- 2018 - Cheat Codes - Home (Tritonal Remix)[41]
- 2019 - Vigiland - Strangers (Tritonal Remix)[42]